# Моята нощ при Мод
Моята нощ при Мод (на френски: Ma nuit chez Maud) е френски филм от 1969 година на режисьора Ерик Ромер, част от френската нова вълна. Това е третия филм на режисьора от неговия проект Шест морални истории.
По време на Коледа в един френски град филмът показва взаимодействията между четирима необвързани души - двама мъже и две жени, всеки познаващ един от тримата. Един мъж и жена са католици, а другите двама са атеисти. Дискусиите между четиримата често намесват трудовете на Блез Паскал и мнението му за математиката, етиката, религията и човешкото съществуване. Освен това обсъждат и тема, която Паскал не засяга - любовта между мъжа и жената.

## Сюжет
Жан-Луи е млад инженер, който започва нова работа в Клермон-Феран, където не познава никого. Един ден в католическата църква среща млада блондинка и веднага разбира, че тя ще е бъдещата му жена. Впоследствие среща много стар негов приятел, който е атеист и марксист. Той го запознава с Мод - разведена жена, която също е атеистка. Жан-Луи прекарва една вечер в нейния апартамент, заради разразила се буря навън. Двамата водят дълги дискусии на различни теми и срещата им приключва с опит за осъществяване на интимен контакт.
След като Жан-Луи напуска апартамента и, отново среща блондинката от църквата (Франсоаз) и се запознава с нея. След като се опознават той прекарва една вечер и в нейния апартамент.
Финалната сцена на филма показва Жан-Луи и Франсоаз след 5 години като двойка с дете. Двамата отиват на плаж на морето и случайно се засичат с Мод. Тогава Жан-Луи разбира, че бившия приятел на Франсоаз всъщност е бил бившия съпруг на Мод. Това разкритие обаче единствено заздравява връзката между двамата.

## Награди
Филмов фествиал в Кан
- номиниран за Златна палма

Оскар
- 1970: номиниран за най-добър чуждоезичен филм[1]
- 1971: номиниран за най-добър оригинален сценарий[2]

Награда на националното общество на кинокритиците
- 1970: най-добър оператор за Нестор Алмендрос
- 1971: най-добър сценарий за Ерик Ромер

Награда на филмовите критици на Ню Йорк 1970
- най-добър сценарий за Ерик Ромер